# 13 godzin: Tajna misja w Benghazi
13 godzin: Tajna misja w Benghazi (ang. 13 Hours: The Secret Soldiers of Benghazi) – amerykański dramat filmowy w reżyserii Michaela Baya, którego premiera odbyła się w styczniu 2016 roku.

## Obsada
Źródło: Rotten Tomatoes

- John Krasinski – Jack
- James Badge Dale – Rone
- Pablo Schreiber – Tanto
- Max Martini – Oz
- Toby Stephens – Glen „Bub” Doherty
- David Costabile – The Chief
- Dominic Fumusa – Tig
- Elektra Anastasi – agent CIA
- Alexia Barlier – Sona Jillani
- Demetrius Grosse – agent Dave Ubben

## Produkcja i premiera
Budżet filmu wyniósł 50 milionów dolarów, a jego premiera odbyła się w styczniu 2016 roku.

## Odbiór

### Dochód
Film zarobił 69 411 370 dolarów, z czego 52 853 219 w Stanach Zjednoczonych.

### Nagrody
| Rok  | Nagroda                   | Kategoria                  | Nominacja | Wynik     |
| ---- | ------------------------- | -------------------------- | --------- | --------- |
| 2016 | Nagroda Satelita          | Sound (Editing and Mixing) | Film      | Nominacja |
| 2017 | Nagroda Akademii Filmowej | Najlepszy montaż dźwięku   | Film      | Nominacja |